# Афонина, Таисия Кирилловна
Таи́сия Кири́лловна Афо́нина (13 мая 1913, Николаев, Российская империя — 19 апреля 1994, Санкт-Петербург, Российская Федерация) — советская художница, живописец, график, член Санкт-Петербургского Союза художников (до 1992 года — Ленинградской организации Союза художников РСФСР).

## Биография
Таисия Кирилловна Афонина родилась 13 мая 1913 года в городе Николаеве в семье мастера судостроительного завода «Наваль» (после революции судостроительный завод имени Андре Марти) Афонина Кирилла Николаевича. Её мать Ефросиния Семёновна Гончарова, дочь известного в Луганске кузнеца паровозостроительного завода Гартмана, занималась домашним хозяйством.
В 1931 году после окончания школы-девятилетки Таисия приехала в Ленинград для продолжения учёбы. В 1932—1936 годах занималась на вечернем отделении рабфака, затем в подготовительных классах при Всероссийской Академии художеств.
Весной 1936 года после окончания подготовительных классов была зачислена на первый курс живописного факультета Ленинградского института живописи, скульптуры и архитектуры. Занималась у Михаила Бернштейна, Павла Наумова, Виктора Орешникова.
Война застала Афонину на последнем курсе института за работой над дипломной картиной «Праздник на Неве». Вместе с сыном и матерью она эвакуировалась сначала в Осташков, затем в Вышний Волочок, потом в Луганск.
После освобождения Луганска в 1943 году участвовала в его восстановлении, преподавала рисунок и живопись в художественном училище. Осенью 1943 года с группой художников едет в Краснодон оформлять клуб перед вручением орденов родителям погибших молодогвардейцев. Позже, в 1946 году, в майском выпуске газеты Академии художеств «За социалистический реализм», она напишет: «Я видела шахту, куда их сбросили, остатки их окровавленной одежды, тюрьму, где их пытали. Я говорила с их матерями и подругами. Мне хотелось рассказать, написать обо всём, о всей их краткой героической жизни».
В 1946 году Афонина окончила ЛИЖСА имени И. Е. Репина по мастерской монументальной живописи Игоря Грабаря. Её дипломная работа — картина «Девушки Донбасса». К теме своей предвоенной дипломной картины — празднику на Неве — Афонина вернулась через двадцать лет, написав в 1959—1960 годах картину и серию удивительно тонких по настроению этюдов.
После защиты диплома продолжила работу в Луганске и только в 1952 году вернулась в Ленинград. Именно луганский музей имени К. Ворошилова приобрёл в 1943 году первые три работы Афониной: картины «Немцы пришли», «Угон в Германию», «Встреча». В последующем её работы приобретались музеями Ленинграда, Костромы, Краснодона, Старой Ладоги, Музеем современного искусства в Париже.
Афонина была членом Санкт-Петербургского Союза художников (до 1992 года — Ленинградской организации Союза художников РСФСР) с 1947 года. Участвовала в выставках с 1940 года, экспонируя свои работы вместе с произведениями ведущих мастеров изобразительного искусства Ленинграда. Писала портреты, пейзажи, жанровые композиции, натюрморты, этюды с натуры. Работала в технике масляной живописи и акварели. Если в первые годы после окончания института её увлекает военная тематика и пафос возрождения, то в 1950—1970-е годы она чаще обращается к жанру портрета и лирического пейзажа. Ленинград, Украина, Карпаты, Мещерские места, древний Волхов с творческой базой ленинградских художников в Старой Ладоге — здесь она пишет огромное количество натурных этюдов. В 1989—1992 годах работы Т. К. Афониной с успехом были представлены на выставках и аукционах русской живописи L' Ecole de Leningrad и других во Франции.
Скончалась Таисия Кирилловна Афонина 19 апреля 1994 года в Санкт-Петербурге на 81-м году жизни.

## Творчество
Для творчества Таисии Афониной характерно использование приёмов тональной живописи, интерес к передаче световоздушной среды и тончайших колористических отношений. Среди созданных ею произведений картины «Литейный конвейер» (1947), «Портрет З. Кизильштейн-Михайловой», «Виноград и яблоки» (обе 1955), «Ветреный день» (1956), «Под Рязанью» (1958), «Весна», «Голубая ночь», «После дождя», «У старого Тучкова моста» (все 1959), «На реке Ждановке» (1960), «Портрет китайского студента» (1961), «Натюрморт с вербой», «Портрет О. Берггольц», «Маринка», «Шиповник. Натюрморт» (все 1964), «Портрет М. Рубан» (1971), «Портрет А. Гребенюк», «Портрет энтомолога С. Келейниковой» (обе 1975), «Портрет кореянки Тамары» (1977), «Портрет писателя Н. С. Тихонова» (1980). В 1980-е годы её особым увлечением стали цветы: торжественные розы, полевые ромашки, первые тюльпаны. Их она писала преимущественно в технике акварели.
Характеризуя особенности творческой манеры Афониной, журнал «Искусство» писал в 1965 году об одном из её портретов: «Живой интерес к своему современнику, стремление открыто высказать своё мнение об изображаемых людях, дать соответствующую сущности характера вполне определённую эстетическую оценку выступает как типическая черта многих портретов и, в том числе, портрета О. Берггольц работы Т. Афониной. Афониной близок изображаемый ею образ поэтессы, автора «Февральского дневника» и «Ленинградской поэмы», ленинградки, человека большого гражданского мужества. В портрете Афониной — Ольга Берггольц, с её поэзией, с её полными гражданского пафоса тревогами. И эта гражданственность глубоко современна, хотя и встаёт как воспоминание, острое, напряжённое, о другом времени, которое тоже принадлежит нам, — о нашем вчера, тревожном и полном трагизма военном времени, времени блокады Ленинграда. Через неповторимый в своей индивидуальности образ художница раскрывает лучшие черты поколения — способность всего себя отдать людям, делу, которому служишь, и подчёркивает непреходящую ценность этих человеческих черт».
Её произведения находятся в музеях Ленинграда, Костромы, Луганска, Краснодона, Старой Ладоги, в частных собраниях в России, США, Франции и других странах.